# Alfred von Bary
Alfred Erwin Cajetan Maria von Bary, född den 18 januari 1873 i Valletta, Malta, död den 13 september 1926, var en tysk operasångare.
Bary var först läkare, sedan hjältetenor i Dresden 1902–1912 och i München 1912–1918. Bary sjöng särskilt de stora Wagnerpartierna, flera av dem i Bayreuth. Han utmärkte sig mera genom sin sångröst än sin skådespelarkonst. Sedan han lämnat scenen, praktiserade Bary som nervläkare fram till sin död.